# Delta (album)
Delta – trzeci album studyjny australijskiej wokalistki Delty Goodrem. Został wydany w Australii 20 października 2008 roku przez Epic Records. Goodrem rozpoczęła prace nad krążkiem w 2006 roku i współpracowała z Vince’em Pizzingą, Tommym Lee Jamesem, Jörgenem Elofssonem, Richardem Marxem, Stuartem Crichtonem i Brianem McFaddenem. Delta zadebiutował na 1. miejscu australijskiego zestawienia stając się trzecim z rzędu albumem artystki, który osiągnął szczyt. Jest to pierwsza płyta Goodrem wydana w Stanach Zjednoczonych. Na początku 2009 roku piosenkarka odbyła niewielką trasę koncertową promującą album.

## Tło albumu

### Historia
Zgodnie z różnymi artykułami ukazującymi się w gazetach nowy album artystki miał być o wiele lżejszy od poprzednich. Sama Goodrem nazwała go bardzo wesołym albumem. "Postawiłam sobie za cel stworzenie kolejnego bardzo pozytywnego albumu. Bycie niezależną oraz stabilność w moim życiu pozwalają mi cieszyć się kolejnym etapem jeszcze bardziej." Artystka początkowo zaczęła od pisania utworów o których nie chciała mówić, ale które nie odzwierciedlały jej wizji nowego albumu. Poprzez osobę powiązaną z Sony BMG światło dzienne ujrzała wiadomość, jako że album miał być "...żywszym i bardziej inspirującym tonem w jej przygodzie z popem." Kontrastowałoby to z jej poprzednim krążkiem, Mistaken Identity, który był o wiele cięższy, gdyż w czasie jego nagrywania artystka była krótko po wygranej walce z nowotworem. Początkowo, wczesne utwory napisane na Deltę miały podobny charakter do utworów z Mistaken Identity. Przyczyną znów były wydarzenia w jej życiu osobistym, między innymi rozwód jej rodziców. Jednakże Goodrem powiedziała, że późniejsze sesje nagraniowe były inspirujące i odbudowujące. "Czuję, że moja energia powróciła". Artystka oznajmiła, że cieszyła ją każda minuta pracy nad albumem. Napisała go wspólnie z chłopakiem, Brianem McFaddenem, mimo iż pierwotnie nie było to jej zamierzeniem. O wspólnej pracy artystka wypowiada się bardzo pozytywnie: "On jest świetny w pisaniu piosenek. Byłam onieśmielona jego talentem, ponieważ mamy zupełnie inny styl". Według słów Goodrem, artystka próbowała pisać z innymi twórcami, ale poczynania te nie zapaliły w niej iskierki natchnienia, więc zdecydowała się na współpracę z McFaddenem. Pierwszym utworem spod ich ręki był "Believe Again" – drugi singel z krążka. "Momentem zwrotnym było napisanie "Believe Again", czyli piosenki otwierającej album. Wcześniej byłam trochę niepewna co do kierunku, którym podążaliśmy, natomiast ten utwór obrócił wszystko dokoła mnie i pokazał wiele różnych dróg." Delta to nowe brzmienie artystki; zgodnie z jej słowami "...jest bardzo świeży, ludzie będą mogli zobaczyć, że dorosłam i posunęłam się naprzód". Goodrem ujawniła, że napisała 150 piosenek na album, a "In This Life" była jedną z tych, które nie miały się na nim znaleźć. Powiedziała także, że duży wpływ miał na nią jej pobyt w Londynie; "Moja postawa jest dokładnie taka sama – mam te same zasady, tych samych rodziców – ale mieszkałam w Londynie, gdzie miałam świetnych przyjaciół." Na albumie próżno szukać wielu dramatycznych ballad, za to możemy posłuchać wielu mocnych, popowych utworów.

### Single
1. "In This Life" -- po raz pierwszy odtworzony w australijskich rozgłośniach 28 sierpnia 2007 roku i wydany 15 września 2007. Zadebiutował na 1. miejscu australijskiej ARIA Singles Chart, stał się ósmym singlem Goodrem, który osiągnął szczyt.
2. "Believe Again" -- premiera miała miejsce w australijskim radio późnym październikiem 2007 roku. Teledysk do utworu nakręcono w Sydney przy ogromnym zainteresowaniu mediów. Właściwe wydanie singla miało miejsce 8 grudnia 2007 roku, a zawierał on także remiksy i niewydany utwór zatytułowany "Fortune and Love". Singel zadebiutował na 2. miejscu ARIA Singles Chart, lecz nie udało mu się poprawić tego wyniku.
3. "You Will Only Break My Heart" -- premiera radiowa utworu to 25 lutego 2008 roku. Fizyczne wydanie singla miało miejsce 29 marca. Krążek zawierał także remiks i wersję instrumentalną utworu oraz cover utworu Alannah Myles, Black Velvet. Singel zadebiutował i szczytował na miejscu 14. ARIA Singles Chart.
4. "I Can’t Break It to My Heart" -- wydany do rozgłośni radiowych 12 lipca 2008 roku oraz na krążku 16 sierpnia 2008. Dotarł na 13. miejsce zestawienia ARIA Singles Chart.

30 lipca 2007 roku Sydney Morning Herald oznajmił, że wydane zostaną przynajmniej cztery single z albumu. 8 października 2008 roku Goodrem ogłosiła, że kolejne single nie są przewidziane.

## Lista utworów

### Standard Edition
| #   |  | Tytuł                          | Autorzy                                                                     | Długość |
| --- |  | ------------------------------ | --------------------------------------------------------------------------- | ------- |
| 1.  |  | "Believe Again"                | Stuart Crichton, Delta Goodrem, Tommy Lee James, Brian McFadden, Nigel Hove | 5:48    |
| 2.  |  | "In This Life"                 | Crichton, Goodrem, Lee James, McFadden                                      | 3:47    |
| 3.  |  | "Possessionless"               | Andrew Frampton, Goodrem, Steve Kipner, Wayne Wilkins, McFadden             | 4:22    |
| 4.  |  | "God Laughs"                   | Frampton, Goodrem, Kipner, Wilkins                                          | 4:09    |
| 5.  |  | "You Will Only Break My Heart" | Crichton, Goodrem, Lee James, McFadden                                      | 3:03    |
| 6.  |  | "The Guardian"                 | Carl Björsell, Carl Falk, Sharon Vaughn                                     | 3:48    |
| 7.  |  | "Bare Hands"                   | Frampton, Goodrem, Kipner, Wilkins                                          | 3:44    |
| 8.  |  | "Woman"                        | Steve Mac, Wayne Hector                                                     | 4:30    |
| 9.  |  | "I Can’t Break It to My Heart" | Goodrem, Savan Kotecha, Kristian Lundin                                     | 4:00    |
| 10. |  | "Brave Face"                   | Frampton, Goodrem, Kipner, Wilkins                                          | 3:45    |
| 11. |  | "One Day"                      | Crichton, Goodrem, Lee James, McFadden                                      | 3:38    |
| 12. |  | "Angels in the Room"           | Crichton, Goodrem, Lee James, McFadden                                      | 4:22    |
|     |  |                                |                                                                             | 48:56   |

Australijska iTunes Edition
| #   |  | Tytuł                    | Autorzy             | Długość |
| --- |  | ------------------------ | ------------------- | ------- |
| 13. |  | "Right Here in My Heart" | Paul Barry, Goodrem | 4:10    |

Japońska Standard Edition
| #   |  | Tytuł                     | Autorzy                         | Długość |
| --- |  | ------------------------- | ------------------------------- | ------- |
| 13. |  | "Breathe In, Breathe Out" | Crichton, Goodrem, Lee James    | 3:34    |
| 14. |  | "Together We Are One"     | Guy Chambers, Goodrem, McFadden | 4:15    |

Japońska Delta + 1 Deluxe Edition
| #   |  | Tytuł                                             | Autorzy                       | Długość |
| --- |  | ------------------------------------------------- | ----------------------------- | ------- |
| 15. |  | "Live! Together (Tokyo Girls Anthem)" (with JuJu) | Kiyoshi Matsuo, Momoko Suzuki | 5:34    |

Japońska Delta + 1 Deluxe Edition DVD
| #  |  | Tytuł                               |
| -- |  | ----------------------------------- |
| 1. |  | "In This Life" (video)              |
| 2. |  | "In This Life" (behind the scenes)  |
| 3. |  | "Believe Again" (video)             |
| 4. |  | "Believe Again" (behind the scenes) |
| 5. |  | "Interview with Delta"              |
| 6. |  | "Behind the scenes with JuJu"       |

### Północnoamerykańska Standard Edition
| #   |  | Tytuł                          | Autorzy                   | Długość |
| --- |  | ------------------------------ | ------------------------- | ------- |
| 1.  |  | "Believe Again" (US Mix)       |                           | 5:48    |
| 2.  |  | "In This Life" (Updated Mix)   |                           | 3:47    |
| 3.  |  | "Possessionless"               |                           | 4:22    |
| 4.  |  | "Born to Try" (US Mix)         | Goodrem, Audius Mtawarira | 4:03    |
| 5.  |  | "Bare Hands"                   |                           | 3:44    |
| 6.  |  | "God Laughs"                   |                           | 4:09    |
| 7.  |  | "You Will Only Break My Heart" |                           | 3:03    |
| 8.  |  | "Woman"                        |                           | 4:30    |
| 9.  |  | "Brave Face"                   |                           | 3:45    |
| 10. |  | "I Can’t Break It to My Heart" |                           | 4:00    |
| 11. |  | "One Day"                      |                           | 3:38    |
| 12. |  | "Angels in the Room"           |                           | 4:22    |
|     |  |                                |                           | 49:11   |

iTunes Bonus Tracks
| #   |  | Tytuł                     |  | Długość |
| --- |  | ------------------------- |  | ------- |
| 13. |  | "In This Life" (Acoustic) |  | 3:45    |

## Notowania i wyróżnienia
| Notowanie (2007)                  | Wydawca   | Poz. | Wyróżnienia | Sprzedaż |
| --------------------------------- | --------- | ---- | ----------- | -------- |
| Australijska Album Chart          | ARIA      | 1    | 3× platyna  | 210,000+ |
| Nowozelandzka Album Chart         | RIANZ     | 12   | złoto       | 19,562   |
| Notowanie (2008)                  | Wydawca   | Poz. | Wyróżnienia | Sprzedaż |
| Hongkong Album Chart (ogólna)     | ?         | 3    | —           | ?        |
| Hongkong Album Chart (międzynar.) | ?         | 1    | —           | ?        |
| Japońska Album Chart (ogólna)     | Oricon    | 39   | —           | 30,000   |
| Japońska Album Chart (międzynar.) | Oricon    | 8    | —           | 30,000   |
| Billboard 200                     | Billboard | 116  | —           | 21,000   |
| Billboard Top Heatseekers         | Billboard | 1    | —           | 21,000   |

## Historia wydania
| Państwo           | Data                 | Wytwórnia             | Format   | Katalog       | Opis                                 |
| ----------------- | -------------------- | --------------------- | -------- | ------------- | ------------------------------------ |
| Australia         | 20 października 2007 | Epic Records Sony BMG | CD       | 88697171932   | Edycja Standardowa Edycja Limitowana |
| Nowa Zelandia     | 29 października 2007 | Epic Records Sony BMG | CD       |               | Edycja Standardowa                   |
| Chiny             | 25 grudnia 2007      | Sony BMG              | CD       | 88697171932   | Edycja Standardowa                   |
| Hongkong          | 11 stycznia 2008     | Sony BMG HK           | CD       |               | Edycja Standardowa                   |
| Singapur          | 14 stycznia 2008     | Sony BMG              | CD       |               | Edycja Standardowa                   |
| Tajwan            | 18 stycznia 2008     | Sony BMG              | CD       | 88697171932   | Edycja Standardowa                   |
| Korea Południowa  | 28 stycznia 2008     | Sony BMG              | CD       | 8803581113938 | Edycja Standardowa                   |
| Tajlandia         | 12 lutego 2008       | Sony BMG              | CD       | 88697171932   | Edycja Standardowa                   |
| Japonia           | 20 lutego 2008       | Sony BMG              | CD       | SICP-1746     | Nowa okładka i bonusowe ścieżki      |
| Niemcy            | 9 maja 2008          | Sony BMG              | CD       | B000WM72MA    | Edycja Standardowa                   |
| Japonia           | 11 czerwca 2008      | Sony BMG              | CD / DVD | SICP-1863     | Deluxe Edition z DVD                 |
| Kanada            | 15 lipca 2008        | Mercury Records       | CD       |               | Nowa okładka i alternatywne ścieżki  |
| Stany Zjednoczone | 15 lipca 2008        | Mercury Records       | CD       | 001126202     | Nowa okładka i alternatywne ścieżki  |

## Niewydany album
Delta to także tytuł niewydanego albumu wokalistki, który był nagrywany na przełomie lat 1999–2000, kiedy to nastoletnia wtedy Goodrem współpracowała z niewielką, niezależną wytwórnią muzyczną, Empire Records.

### Tło albumu
Kiedy Goodrem miała 15 lat jej pierwszy manager, Glenn Wheatley, podpisał umowę z niezależną wytwórnią płytową Empire Records aby sprawdzić, czy ma ona potencjał muzyczny. Między czerwcem 1999 a czerwcem 2000 artystka pracowała z producentami Paulem Higginsem i Trevorem Carterem nad trzynastoma utworami na album mający otrzymać tytuł Delta. 15-letnia Goodrem miała w tych utworach emulować popowe brzmienie ówczesnych gwiazd muzyki kierowanej dla nastolatków, takich jak Spice Girls, Britney Spears czy Mandy Moore. Większość utworów została napisana przez Cartera, ale w kilku współautorką była Goodrem, a piosenkę "Love" napisała ona samodzielnie. Na potrzeby albumu została zorganizowana sesja fotograficzna (niektóre zdjęcia ujrzały światło dzienne), a także nakręcony został teledysk do utworu "Say", który później wyciekł do internetu. Higgins zaniósł album do Village Roadshow, gdzie zgodzono się go wypromować i wydać lecz umowa została odrzucona przez rodziców Goodrem. We wrześniu 2000 roku Goodrem podpisała umowę z Sony Music, a prace nad wydaniem albumu zostały zaniechane. Rok później Goodrem wydała swój debiutancki singel, "I Don’t Care", a pod koniec 2002 roku utwór "Born to Try", który odniósł międzynarodowy sukces.

### Postępowanie prawne
W marcu 2004 roku, kiedy Goodrem walczyła z nowotworem ziarnicy złośliwej, Higgins i Carter ogłosili, że zamierzają wydać album. Ich chęć sprzedaży albumu miała rozpocząć wojnę przetargową pomiędzy wytwórniami. Po ogromnym sukcesie debiutanckiego albumu artystki, Innocent Eyes, który rozszedł się w nakładzie 2,5 miliona kopii, eksperci branży muzycznej szacowali wartość oferty w granicach od 1,5 miliona do 15 milionów dolarów. Kiedy Goodrem i jej rodzina potępili zamiar wydania albumu wszczęte zostało postępowanie prawne. Prawnicy Goodrem utrzymywali, że album został zmontowany z niedokończonego dema, które nie nadawało się do komercjalnego wydania. Po dużym zainteresowaniu ze strony mediów sprawa zakończyła się ugodą. W zamian za niewydanie albumu Carter i Higgins otrzymali niesprecyzowane zadośćuczynienie.

### Utwory z albumu
- "Do it All" (Trevor Carter)
- "Do You Still Love Me" (Carter)
- "Don't Turn the Music Down"
- "Emotions"
- "Heart of Gold" (Carter)
- "Holding On"
- "Just Blame Me" (Delta Goodrem/Carter) – wersja oryginalna napisana samodzielnie przez Goodrem.
- "Promise"
- "Love" (Goodrem)
- "Say" (Carter)
- "Spirit"
- "Take it or Leave it"
- "The Flame" (Carter)
- "Time Ticks" (Goodrem)
- "What Kind of Girl"
- "Wildest Dreams"[35]